# Dione moneta
Espèce
Dione moneta est une espèce de papillons de la famille des Nymphalidae, de la sous-famille des Heliconiinae et du genre Dione.

## Taxonomie
Dione moneta a été décrit par Jacob Hübner en 1825.
Synonymes : Argynnis moneta ; Agraulis moneta Godman & Salvin, [1881].

### Sous-espèces
- Dione moneta moneta ; présent dans toute l'Amérique Centrale et en Amérique du Sud.
- Dione moneta butleri Stichel, [1908] ; présent en Colombie et en Équateur.
- Dione moneta poeyii Butler, 1873 ; présent au Mexique[1].

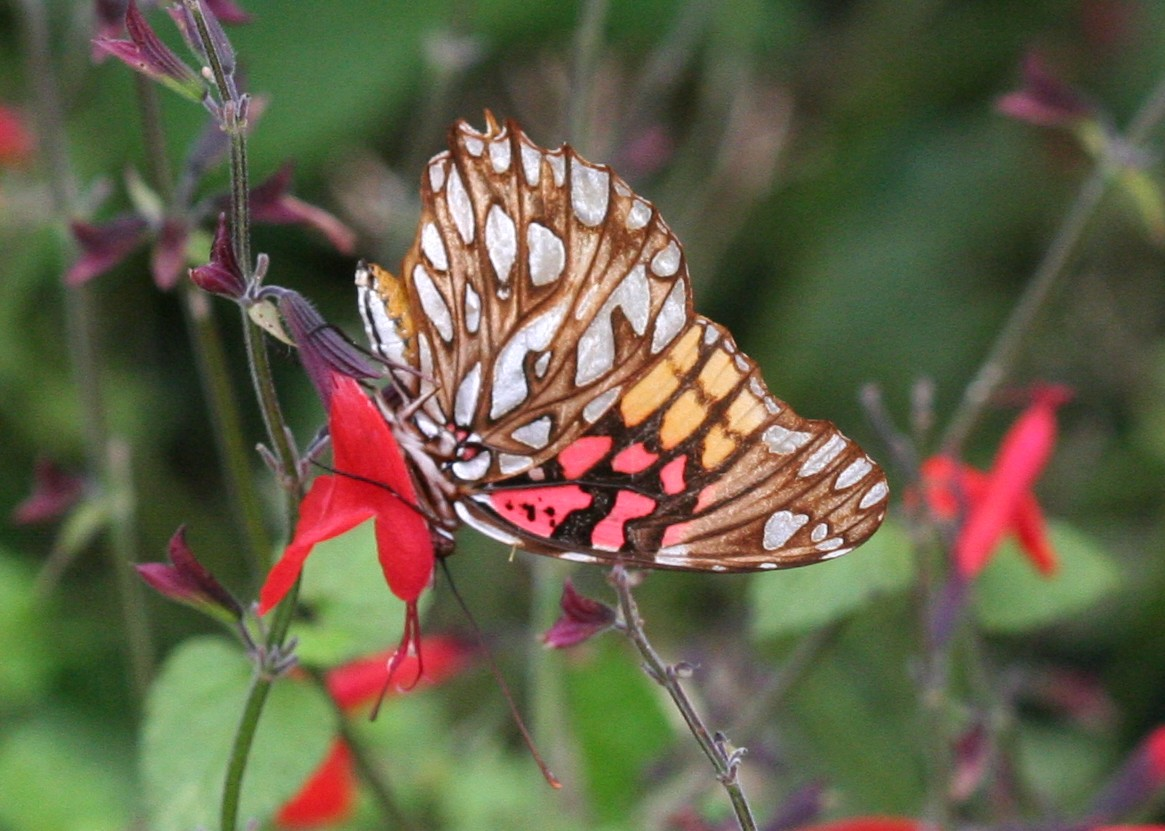
Dione moneta revers

### Noms vernaculaires
Dione moneta se nomme Mexican Silverspot ou Moneta Longwing en anglais,.

## Description
Dione moneta est un papillon d'une envergure de 70 mm à 83 mm aux ailes antérieures à bord externe concave,.
Le dessus est orange, plus rouge dans la partie basale, veiné de marron à noir.
Le revers est jaune brun taché de blanc et de rose dans la partie basale des ailes antérieures.

### Chenille
Sa chenille, marron tachée de blanc, de gris et d'orange, couverte de courtes épines, porte deux courtes cornes sur sa tête.

## Biologie

### Plantes hôtes
Les plantes hôtes de sa chenille sont des Passifloraceae, des Granadilla, des Plectostemma, des Passiflora, Passiflora adenopoda, Passiflora capsularis et Tetrastylis lobata,.

### Période de vol
Dione moneta vole d'avril à décembre au Texas, toute l'année en zone tropicale.

## Écologie et distribution
Dione moneta est présent dans le sud des USA, en Arizona, au Nouveau-Mexique et au Texas, au Mexique, en Amérique Centrale et en Amérique du Sud, en Colombie, en Équateur, au Pérou, en Bolivie, dans le nord de l'Argentine, au Brésil,,.

### Biotope
Dione moneta réside principalement dans les zones fortement ensoleillées des forêts, entre 500 m et 3 500 m.

## Protection
Pas de statut de protection particulier.